# Береговая улица (Москва)
Берегова́я у́лица — улица Москвы в районе Покровское-Стрешнево Северо-Западного административного округа. Проходит от Иваньковского шоссе до Никольского тупика.

## Название
Улица получила своё название в XIX веке (по другим данным — 26 августа 1960 года) по расположению на берегах реки Сходни (согласно литературным источникам; в действительности же она протекает на значительном удалении от улицы западнее неё, а в непосредственной близости от улицы протекает другая река — Химка).
С 1956 года до 25 июля 1969 года название Береговая улица также носила Рассказовская улица во Внукове.

## Описание

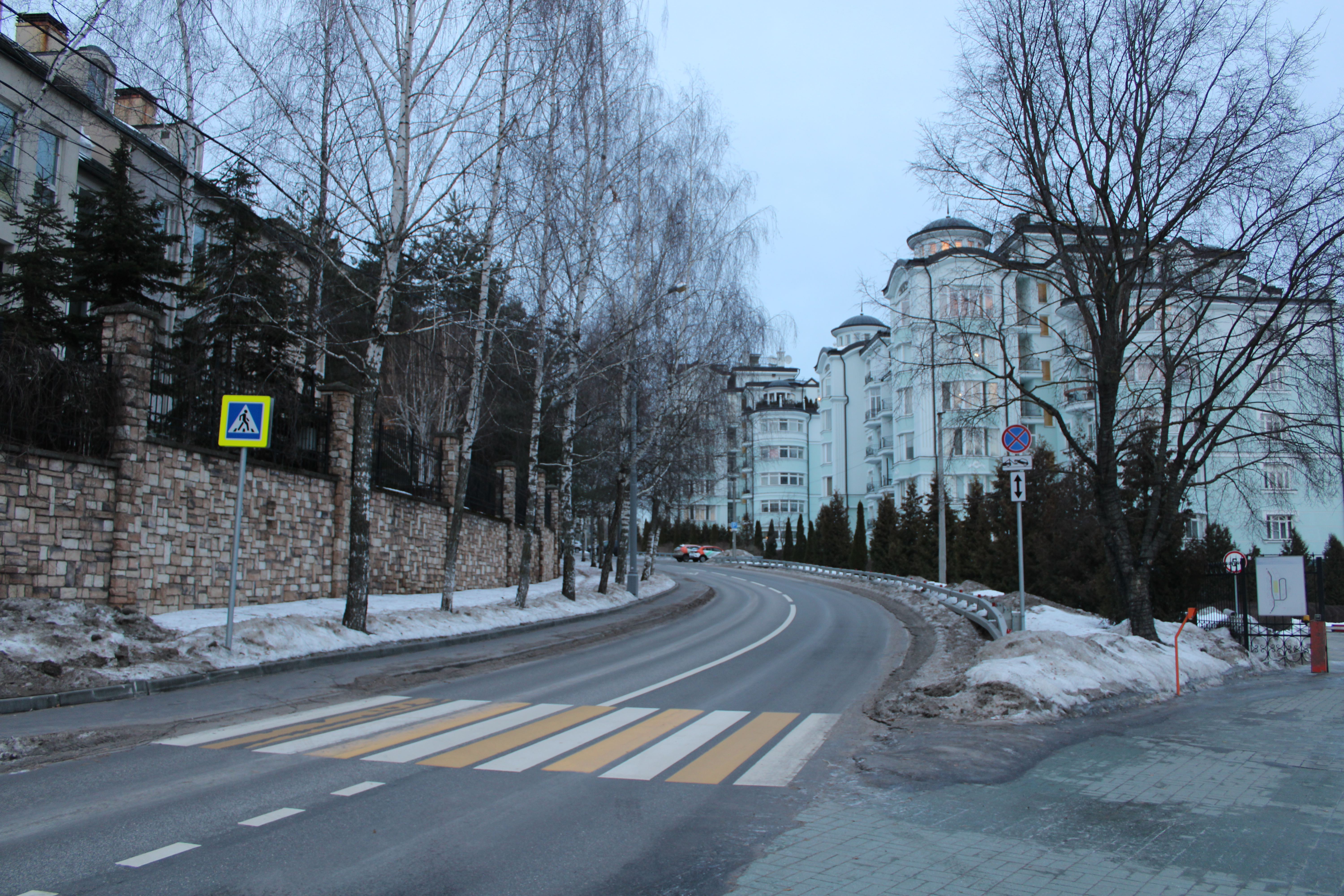
Начало улицы

Береговая улица проходит от Иваньковского шоссе на северо-восток параллельно руслу реки Химки, затем поворачивает на северо-запад, потом снова на северо-восток и проходит до Никольского тупика.
На всей протяжённости имеет по одной полосе движения в каждую сторону за исключением участка за последним поворотом перед Никольским тупиком, где отсутствует разметка, а дорога вымощена плиткой вместо асфальта.

## Примечательные здания и сооружения
По нечётной стороне:
- 1 — Англо-американская школа;

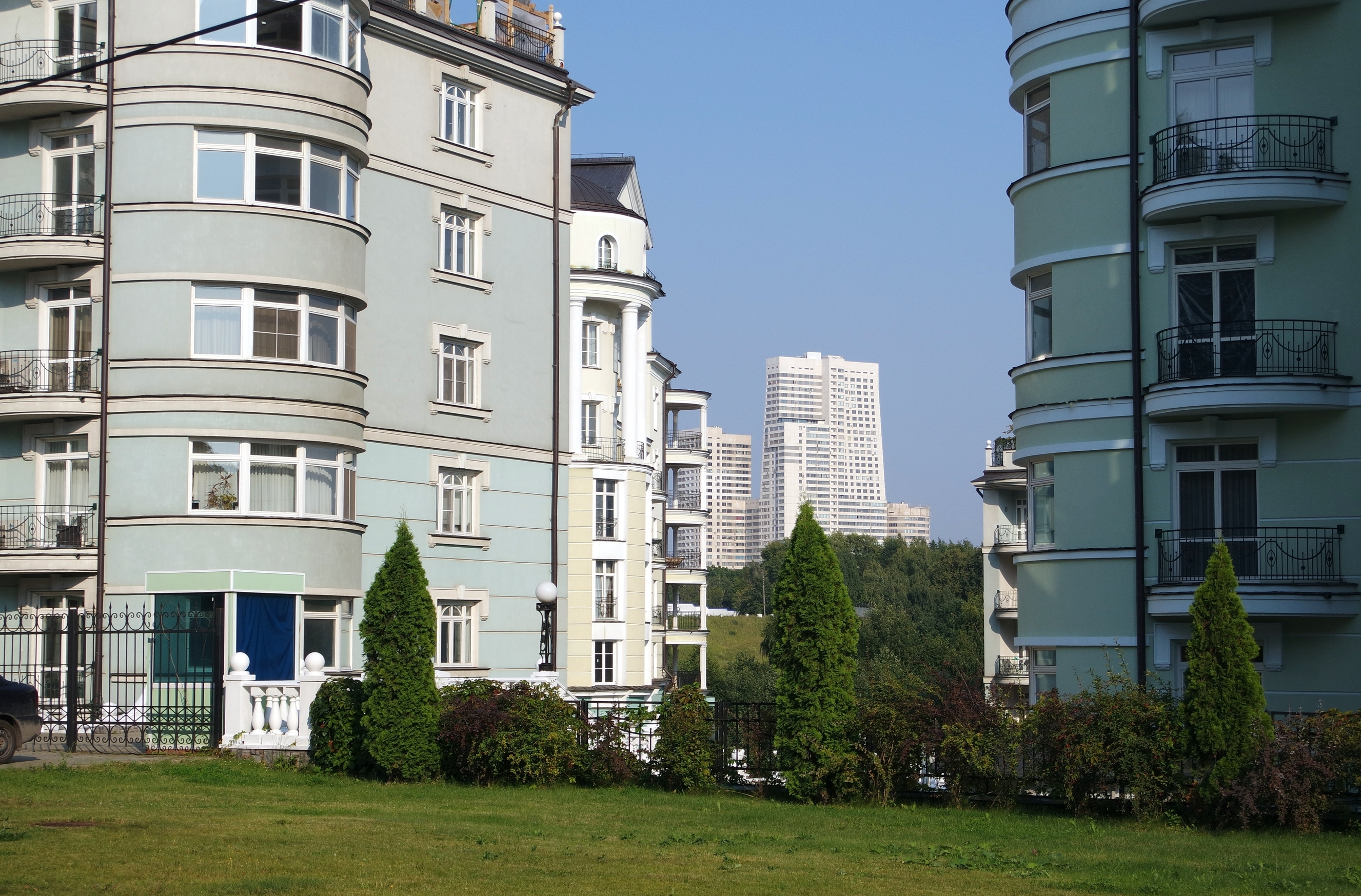
Между домами ЖК «Покровский берег» виден ЖК «Северный парк» на Ленинградском шоссе

- 3 — коттеджный посёлок «Покровские холмы» на месте бывшей деревни Иваньково.

По чётной стороне:
- 2, стр. 14 — дача Носенкова в Иванькове;
- 4 — жилой комплекс «Покровский берег»;
- 6, 8 — жилой комплекс «Покровское-Глебово».

## Транспорт

### Наземный транспорт
По Береговой улице проходит маршрут автобуса № 412. У южного конца улицы, на Волоколамском шоссе, расположена остановка «Больница РЖД» автобусов № е30, е30к, м1, н12, т70, 88, 356, трамвая № 6.

### Метро
- Станция метро «Водный стадион» Замосковрецкой линии — северо-восточнее улицы, на пересечении Головинского шоссе с улицей Адмирала Макарова и Кронштадтским бульваром.
- Станция метро «Войковская» Замосковрецкой линии — юго-восточнее улицы, на пересечении Ленинградского проспекта с улицей Зои и Александра Космодемьянских и 3-м Войковским и Старопетровским проездами.
- Станция метро «Тушинская» Таганско-Краснопресненской линии — западнее улицы, на проезде Стратонавтов.
- Станция метро «Щукинская» Таганско-Краснопресненской линии — южнее улицы, на пересечении улицы Маршала Василевского и Новощукинской улицы с улицей Академика Бочвара и Щукинской улицей.